# Говорни чин
Говорни чин је лингвистички термин, главни елеменат теорије говорних чинова која је потекла из филозофије језика. Њиме се означава одређивање дејства које производи исказ (контекстуализована реченица, реченица у одређеној говорној ситуацији).
Говорни чинови се дијеле на сљедеће категорије:
- асертиви (тврђења, извјештаји): Земља је округла, Инспектор је дошао;
- директиви (упутства, наредбе): Узимајте лијек три пута дневно, Затвори врата!
- комисиви (обећања, пријетње — са обавезујућом снагом у будућности): Обећавам да ћу се јавити чим стигнем, Сљедећи пут ћеш бити кажњен;
- експресиви (извињења, захваљивање, честитке — са указивањем на психолошко стање говорника): Искрено жалим због тога, Захваљујем вам од срца;
- декларативи (искази који изазивају тренутну промјену неког стања): Отпуштени сте, Објављујемо вам рат.

Проучавање говорних чинова у уској је вези са извођачком функцијом језика — показује нам не само како језиком нешто саопштавамо, него и како језиком дјелујемо. У овим је испитивањима функција језика проширена: показује се да језик није само средство констатације и описа, него и средство утицања на ток ствари, изазивања неког понашања и постизања одређеног учинка.